# Beeny
Beeny – osada w Anglii, w Kornwalii. Leży 90 km na północny wschód od miasta Penzance i 330 km na zachód od Londynu.